# Avassa Bagoro Agbokomey
Avassa Bagoro Agbokomey est un quartier du 1er arrondissement de la commune de Porto-Novo localisé dans le département de l'Ouémé au sud-est du Bénin.

## Histoire et Toponymie

### Histoire
Avassa Bagoro Agbokomey devient officiellement un quartier du 1er arrondissement de la commune de Porto-Novo le 06mars 2015 à la suite de la loi N°2015-01  modifiant et complétant la loi N°2013-05 du 27mai 2013 portant création, organisation, attribution et fonctionnement des unités administratives locales en république du Benin.

## Population
Selon le recensement général de la population et de l'habitation de 2013 conduit par l'institut national de la statistique et de l'analyse économique (INSAE), Avassa Bagoro Agbokomey compte268 ménages et 1 140 habitants.